# BioShock
BioShock ist ein Computerspiel von 2K Games aus dem Jahr 2007 für die Betriebssysteme Windows und macOS sowie für die Konsolen Xbox 360 und PlayStation 3. Zudem wurde am 28. August 2014 eine mobile Version für das Betriebssystem iOS veröffentlicht. Der Titel ist dem Ego-Shooter-Genre zuzuordnen, enthält aber auch Elemente aus Rollenspielen und Survival Horror. Schauplatz der Handlung ist die fiktive, im Art-déco-Stil gehaltene Unterwasserstadt Rapture, die ursprünglich politisch im Sinne der objektivistischen Philosophie der US-amerikanischen Autorin Ayn Rand als ein Ort der vollkommenen individuellen Freiheit für die libertär eingestellten Eliten konzipiert wurde. Die Spielerfigur gelangt nach Rapture, nachdem blutige Auseinandersetzungen zwischen den Bürgern bereits zuvor weite Teile der Stadt zerstört haben. Auf der Suche nach einem Fluchtweg erkundet der Spieler die Trümmer dieses gescheiterten Gesellschaftsexperiments, wobei er sich mit Waffengewalt gegen die zumeist geistig verwirrten Bewohner zur Wehr setzen muss. Die von Rapture-Forschern perfektionierte Genmanipulation spielt dabei für die Handlung und das Spielkonzept eine wesentliche Rolle.

## Handlung
Der Protagonist Jack stürzt im Jahr 1960 mit einem Flugzeug über dem Atlantik ab. Als einziger Überlebender kann er sich gerade noch an einen nahe der Absturzstelle stehenden Leuchtturm retten. Über eine Tauchkugel gelangt er in die geheime Unterwasserstadt Rapture. Durch eine Videoeinspielung erfährt Jack Details über Andrew Ryan, den Gründer und Herrscher von Rapture, sowie über die Stadt selbst.
Atlas, ein Bewohner von Rapture, kontaktiert Jack per Funk und informiert ihn über den gegenwärtigen Zustand der Stadt. So sind fast alle Einwohner Opfer einer Substanz namens ADAM geworden, welche es ermöglicht, den menschlichen Körper mit neuen Fertigkeiten auszustatten. Durch die hervorgerufene Abhängigkeit von ADAM haben die Bewohner den Verstand verloren. Atlas bittet Jack, seine Familie zu suchen und zu retten.
Jack kommt auch in Kontakt mit Brigid Tenenbaum, der Entdeckerin von ADAM. Mit der finanziellen Hilfe von Frank Fontaine war es ihr möglich, ADAM so weit zu perfektionieren, dass es erwünschte Mutationen bzw. Fertigkeiten hervorruft. Fontaine ist ein Unternehmer aus Rapture, konzentrierte sich aber hauptsächlich auf das Schmuggeln verbotener Waren wie z. B. der Bibel. Er lernte Tenenbaum kennen und erkannte das Potenzial ihrer ADAM-Forschung: Fontaines Ziel war es seit langem, die Macht in Rapture zu übernehmen. Durch den Einsatz von ADAM sah er eine Möglichkeit, dieses Ziel zu erreichen. Er gründete ein Wohlfahrtszentrum, in welchem er den Armen ADAM verabreichen ließ, um sie stärker zu machen und somit für ihn gegen Andrew Ryan kämpfen lassen zu können. Am Jahreswechsel 1958/1959 eskalierten die Auseinandersetzungen zwischen Ryan und Fontaine, und Fontaine täuschte schließlich seinen eigenen Tod vor, um im Untergrund weiter gegen Ryan vorgehen zu können.
Jack kämpft sich in der Folge durch verschiedene Teile Raptures und erledigt dort verschiedene Aufträge, etwa das Töten bestimmter Personen oder das Auffinden bestimmter Gegenstände. Der Versuch, Atlas’ Familie zu retten, scheitert jedoch, woraufhin Atlas Ryan Rache schwört und Jack beauftragt, diesen zu töten.
In einem nach dem Götterschmied Hephaestus genannten Industriegebiet trifft Jack schließlich auf Andrew Ryan. Im Laufe dieser Konfrontation wird enthüllt, dass Jack das Ergebnis eines genetischen Experimentes und zudem auch Ryans Sohn ist. Er wurde in Rapture geboren, seine Erinnerungen daran aber manipuliert. Zudem wurde auch sein freier Wille manipuliert: Fragen, die mit den Worten „Wärst du so freundlich...“ (Im Original “Would you kindly...”) gestellt werden, bestimmen Jacks Verhaltensweisen und er ist gezwungen, diesen indirekten Befehlen Folge zu leisten. Als Ryan Jack mit diesen Worten bittet, ihn zu töten, tut er dies auch, obwohl Ryan bis zum Schluss an seine Willensfreiheit appelliert.
Auch Atlas benutzte in seinen Aufträgen an Jack immer diese Worte. Nach Ryans Tod entpuppt sich Atlas als der für tot gehaltene Frank Fontaine. Mithilfe von Brigid Tenenbaum kann Jack in dessen Unterschlupf eindringen und den durch eine Überdosis ADAM mutierten Fontaine letztlich besiegen.
Die Endsequenz variiert je nachdem, wie sich der Spieler während des Spielens verhalten hat.

## Spielkonzepte

### Little Sisters und Big Daddies

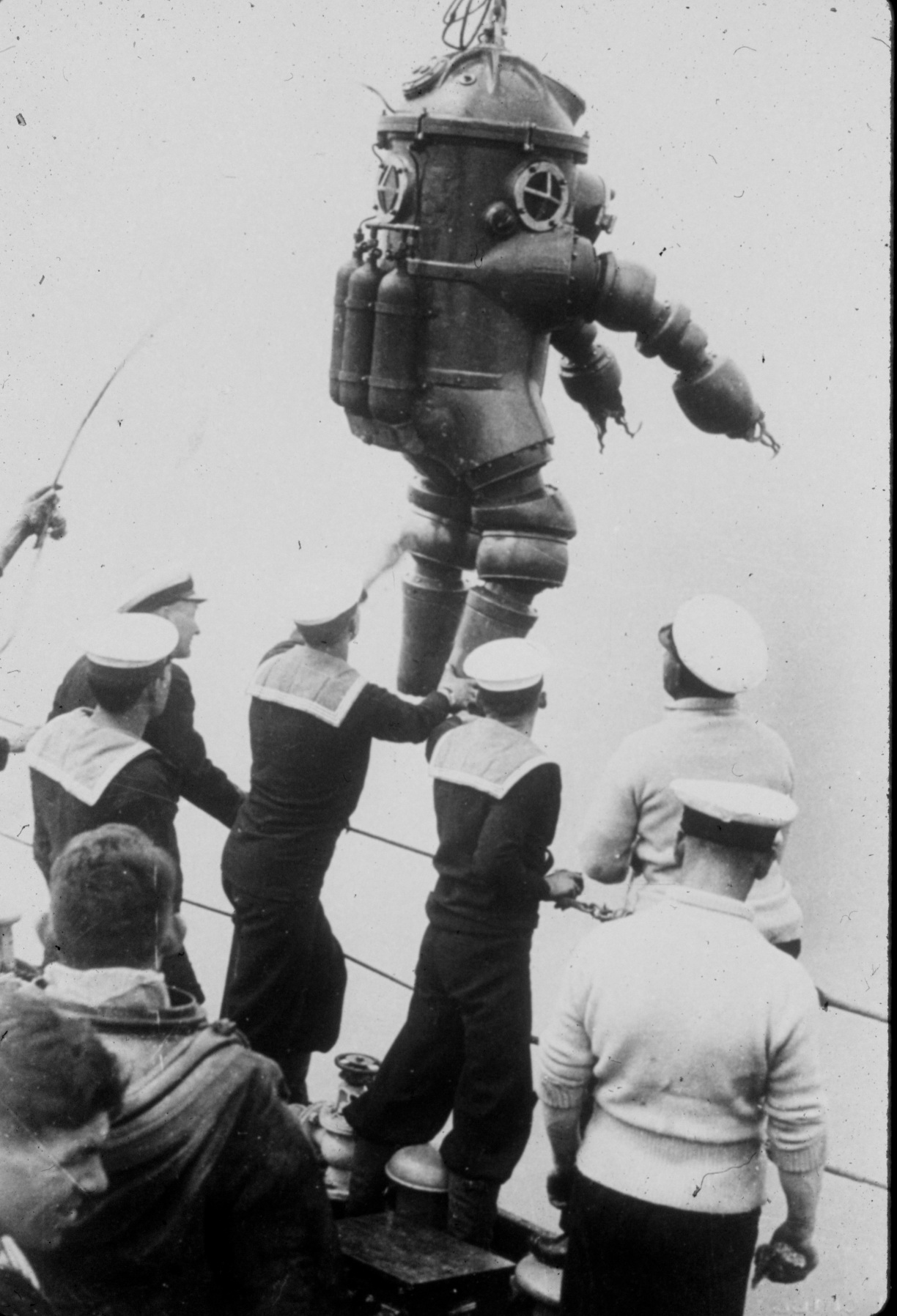
Panzertauchanzug ähnlich dem der Big Daddies

Im Verlaufe des Spiels trifft der Spieler immer wieder auf Little Sisters (Kleine Schwestern), die von einem Big Daddy (Großer Papa) begleitet und beschützt werden. Die Little Sisters sind kleine, genetisch manipulierte Mädchen, die das Blut von Leichen mittels einer Spritze aufsaugen, trinken und in ADAM umwandeln. Sie wurden zudem so erzogen, dass sie die Leichen für Engel halten und immer in der Nähe eines Big Daddy bleiben.
Big Daddies sind Menschen, die mittels Drogen beeinflusst wurden. Sie stecken in schweren Panzertauchanzügen, die mit ihren Körpern verschmolzen sind, und bewaffnen sich mit großen Metallbohrern, Raketenwerfern oder Nietenpistolen. Sie sind die schwierigsten Gegner im Spiel.
Kann der Spieler einen Big Daddy besiegen, hat er anschließend die Wahl, dessen Little Sister auszubeuten oder zu retten. Beutet er sie aus, erhält er mehr ADAM, das er für sich selbst verwenden kann. Rettet er sie, erhält er zwar zunächst weniger ADAM, dafür aber im Verlauf des Spiels von den Little Sisters Geschenke, die aus Extra-Munition oder -Plasmiden bestehen. Zusätzlich erhält der Spieler nach dem Retten einiger Little Sisters immer wieder größere Mengen an ADAM von Dr. Tenenbaum. Wenn der Spieler alle 21 Little Sisters ausbeutet, erhält er im gesamten Spiel 3360 ADAM. Wenn der Spieler alle Little Sisters rettet und die Geschenke einsammelt, erhält er insgesamt im Spiel 3080 ADAM.
Das Verhalten gegenüber den Little Sisters hat unmittelbaren Einfluss auf das Ende des Spiels.

#### Alternative Enden
Insgesamt gibt es drei verschiedene Enden. Das Ende der Geschichte ist abhängig vom Verhalten des Spielers innerhalb des Spiels gegenüber den Little Sisters.
Nach dem Sieg gegen Fontaine bietet eine der Little Sisters Jack den genetischen Schlüssel von Rapture an. Bei dem folgenden ersten Ende lehnt er ab, bei den anderen nimmt er ihn an sich und hat nun die Macht und Herrschaft über Rapture.
Wenn der Spieler nicht auf das Ausbeuten der Little Sisters zurückgreift, wie von Atlas/Frank Fontaine verlangt, überwältigen die Little Sisters Fontaine, um ihn mit ihren ADAM-Nadeln zu erstechen. Die Little Sisters verlassen Rapture. Dank Jack können sie ein normales Leben an der Oberfläche führen. Die letzte Szene zeigt einen älteren Jack auf seinem Sterbebett, getröstet durch die nun erwachsenen und verheirateten Little Sisters.
Wenn der Spieler die kleinen Schwestern ausbeutet, wird Jack von seiner Sucht nach ADAM überwältigt und greift sich die nächste Little Sister, als Fontaine tot ist. Dr. Tenenbaum beginnt einen Monolog, in dem sie erzählt, wie angeekelt sie von Jack wegen seiner Grausamkeit und seinem Mangel an Beherrschung ist, und deutet an, dass er die Little Sisters tötete. Gleichzeitig findet eine Cutszene statt, die ein Unterseeboot zeigt, das die Absturzstelle untersucht. Die Seeleute des Unterseeboots staunen, als Dutzende von Tauchkapseln vom Ozean emporsteigen und aus jedem mehrere Splicer herauskommen. Sie töten die Mannschaft und übernehmen das Boot samt den an Bord befindlichen Nuklearwaffen.
Ein drittes Ende erscheint, wenn der Spieler nur einige der Little Sisters aus Neugier ausgebeutet hat. Es ist nahezu identisch mit dem zweiten Ende, lediglich der Ton von Dr. Tenenbaums Monolog ändert sich von wütend zu traurig. Sie bedauert es, dass der Spieler sich nicht im Zaum halten konnte und mehr als eine Little Sister ausgebeutet hat.

### Genetische Modifikationen
Ebenso wie die Einwohner von Rapture hat auch Jack die Möglichkeit, seinen Körper mit zahlreichen Plasmiden und Tonika zu modifizieren. Die Voraussetzung dafür ist der Besitz von ADAM. Das ADAM ist nur durch Little Sisters zu bekommen, indem man sie tötet oder rettet.
- ADAM besteht aus rohen Stammzellen, welche von einer besonderen Meeresschneckenart aus toten Zellen produziert werden. Allein ist ADAM jedoch nichts wert. Der Nachteil von ADAM und seinen Folgeprodukten: Sie zerstören gesunde menschliche Zellen und ersetzen sie mit neuen instabilen Zellen. Der exzessive Missbrauch von Plasmiden und Tonika durch die Bewohner von Rapture war am Ende der Grund, weswegen sie immer verrückter wurden und nach und nach all ihre Moral und Menschlichkeit verloren. An Automaten, genannt „Gatherer's Garden“, kann sich der Spieler für gesammeltes ADAM neue genetische Modifikationen kaufen. Es wird als Wunderdroge bezeichnet, obwohl es viele Nebenwirkungen (Geschwüre, Blutungen und Tod) hat.
- Plasmide sind die weiterverarbeitete Version von ADAM. Nur Plasmide rufen genetische Veränderungen hervor. Man kann z. B. Blitze schleudern, Feinde und Gegenstände in Brand setzen oder per Telekinese schwere Objekte und Leichen durch die Luft werfen. Maximal können sechs Plasmide getragen werden, die Restlichen werden in der „Gen-Bank“ gelagert. Die Plasmide sind im Einzelnen: Electrobolt, Winterblast, Abfackeln, Telekinese, Security Bullseye, Zorn, Hypnotize Big Daddy, Ziel-Dummy, Sonic Boom, Cyclone Trap und Insektenschwarm. Außer dem Electrobolt, das man am Anfang bekommt, muss man die restlichen Plasmide finden oder mit ADAM kaufen.
- Plasmide brauchen Energie, welche ihnen EVE liefert. Man findet EVE in blauen Spritzen vor; es können maximal neun Spritzen davon getragen werden.
- Es gibt auch passive genetische Veränderungen, welche zum Beispiel eine größere Panzerung hervorrufen oder einfacheres Hacken von Kameras und Geschütztürmen ermöglichen. Diese nennen sich „Tonika“. Insgesamt gibt es 58 Tonika (Xbox 360) oder 53 Tonika (PS3), die in die Kategorien „Körper-Tonika“, „Kampf-Tonika“ und „Technik-Tonika“ unterteilt werden.[4]

### Waffen
Neben den Plasmiden ist es auch möglich, die Gegner mit konventionellen Waffen zu bekämpfen. Diese Waffen erhält man nacheinander im Verlauf des Spieles. Zur Verfügung stehen eine Rohrzange, ein .38er-Revolver, ein Schrotgewehr, eine der Thompson ähnelnde Maschinenpistole, ein Granatwerfer, eine Armbrust sowie ein Chemikalienwerfer. Die Schusswaffen besitzen jeweils drei unterschiedliche Munitionsarten. Außerdem lässt sich fast jede Waffe an den sogenannten „Alle-Macht-dem-Volke“-Upgrade-Automaten mehrmals verbessern. Durch ein Durchschlagskraftupgrade verursacht die Pistole 25 % mehr Schaden; dasselbe ist auch beim Maschinengewehr, dem Schrotgewehr, dem Granatwerfer, sowie der Armbrust möglich. Beim Granatwerfer wird der normalerweise eintretende Eigenschaden immunisiert. Die Feuerrate des Schrotgewehrs lässt sich erheblich erhöhen, sodass ein Nachladen erst nach vier Schüssen notwendig wird. Bei der Armbrust lässt sich die Bruchwahrscheinlichkeit der Bolzen verringern. Der Chemikalienwerfer kann durch Upgrades seine Reichweite drastisch erhöhen, außerdem ist es möglich, seinen Benzinverbrauch durch ein Upgrade zu verringern.

### Weitere Spielaspekte
Es gibt eine große Anzahl an Automaten, Sicherheitssystemen und Objekten, die der Spieler hacken kann, beispielsweise Safes, Sicherheitskameras, Geschütze, Verkaufsautomaten oder Medi-Stationen. Das Hacken läuft in Form eines Minispiels ab, in dem man verschiedene Röhrenteile so anordnen muss, dass eine Flüssigkeit zu einem vorgegebenen Zielpunkt fließt.

An den sogenannten „U-Invent“-Stationen kann man durch das Sammeln verschiedener Objekte neue Tonika oder Munitionstypen erstellen.
Während des Spielverlaufes erhält der Spieler auch eine Kamera, mit der er die Genstruktur der Gegner analysieren kann, wenn er diese fotografiert. Jeder Gegner hat dabei fünf Stufen, und für jede abgeschlossene Stufe gibt es eine Belohnung in Form von Plasmiden, Tonika oder erhöhtem Schaden.
Im gesamten Spielverlauf findet man Tagebücher und Tonbänder von verschiedenen Personen aus Rapture. Diese erzählen von ihren Plänen, Eindrücken und Erlebnissen in Rapture. Durch die Tonbänder wird hauptsächlich die Hintergrundgeschichte vorangetrieben. Es gibt 122 Tonbänder.

## Stil und Hintergründe

### Rapture
Der Schauplatz, die Stadt Rapture (engl.: für Begeisterung oder Entrückung im biblischen Sinne) auf dem Meeresboden, ist eine gescheiterte libertäre Utopie, die von den Ideen Ayn Rands inspiriert wurde – vor allem ihrem Hauptwerk Atlas wirft die Welt ab. Die Stadt erlebte zunächst einen rasanten wirtschaftlichen, gesellschaftlichen und technologischen Aufschwung. Durch die Entdeckung von ADAM, einer genmanipulierenden Droge, wurden jedoch weite Teile der Bevölkerung abhängig und deren Verstand zerstört, was letztlich zum Verfall von Rapture führte.
Das Design ist im US-amerikanischen Art-déco-Stil der 1930er-Jahre gehalten, der Ton klingt oft nach Grammophon und es wird zum Teil lizenzierte Musik der Ära, beispielsweise Titel von Bobby Darin, Noël Coward, Bing Crosby, Cole Porter oder Django Reinhardt verwendet.

### Andrew Ryan
Andrew Ryan ist ein reicher Industrieller und der Erbauer von Rapture. Gründe für den Bau waren seine Unzufriedenheit über die damals existierenden Weltbilder des Kapitalismus, des Kommunismus und des Katholizismus und der Wunsch nach einer Welt, in der jeder Mensch frei von äußeren Zwängen arbeiten und leben kann. Deswegen wurde als Ort der Meeresboden gewählt, um von anderen Staaten unabhängig und unentdeckt existieren zu können. Er macht beispielsweise in Lautsprecherdurchsagen den Altruismus für Diktatur und Holocaust verantwortlich. Nach einer Aussage von Lead Designer Ken Levine besitzt Andrew Ryan Merkmale von Ayn Rand und Howard Hughes.

## Entwicklung
Das Spiel wurde ab 2004 von Irrational Games entwickelt und gilt als indirekter Nachfolger von System Shock 2, das ebenfalls von Ken Levine, Mitbegründer von Irrational Games, gestaltet wurde. Nach dem Kauf von Irrational Games und der Umbenennung der beiden Entwicklerstudios in 2K Boston bzw. 2K Australia durch Take 2 Interactive kündigte der Publisher im Januar 2006 an, BioShock unter seinem 2K-Games-Label zu veröffentlichen. Am 13. August erschien ein kostenloses Buch als PDF, das hochauflösende Konzeptbilder der Entwickler zeigt. Das Spiel erschien am 21. August 2007 in den Vereinigten Staaten und am 24. August 2007 in Europa.
Auf einen Mehrspielermodus wurde bei der Entwicklung von Anfang an verzichtet, um sich voll und ganz auf den Einzelspielermodus konzentrieren zu können. Ken Levine, Mitbegründer von Irrational Games begründete dies damit, dass es nicht möglich sei, gleichzeitig im Einzel- und Mehrspielermodus eine hohe Qualität gewährleisten zu können. So habe man sich letzten Endes nur für den Einzelspielermodus entschieden.
Mit einem im Dezember 2007 veröffentlichten Patch wurden sieben weitere Plasmide und Tonika hinzugefügt. Weiterhin ließ sich auf Wunsch die Funktion der Vitakammern abschalten und der Schwierigkeitsgrad damit erhöhen.

### Engine
BioShock wurde ursprünglich mit der Vengeance-Engine entwickelt, einer stark modifizierten Version der Unreal Engine 2.5. In einem Interview auf der E3 im Mai 2006 wurde bekannt gegeben, dass man zur Unreal Engine 3.0 übergegangen sei und man diese etwas aufgebohrt habe, um sehr schöne Wassereffekte zu generieren. Man habe eigens dafür einen „Wasserprogrammierer“ und einen „Wasserkünstler“ ins Entwicklungsteam geholt. Letztendlich ist es jedoch bei der Unreal Engine 2.5 geblieben, die einige Funktionen der Unreal Engine 3 aufweist. Als Physik-Engine stand die Havok-Engine zur Verfügung.
Die Windows-Version von BioShock unterstützt zusätzlich zu DirectX 9 als eines der ersten Spiele für Windows DirectX 10. Unterschiede gibt es bei Wasser-, Staub-, Schatten- und Lichteffekten. Da diese jedoch nur minimal sind zweifeln Kritiker und Fans den Nutzen von DirectX 10 in Spielen an. Zudem wurde BioShock bei Veröffentlichung unter Games for Windows beworben.

### Deutsche Version
BioShock wurde in Deutschland zwar als USK-18-Version veröffentlicht, jedoch vorab geschnitten, um einer Indizierung zu entgehen. Die Blutmenge bei Treffern wurde vermindert, blutige Schadenstexturen durch Treffer und offene Fleischwunden bei verbrannten Gegnern wurden entfernt und es ist nicht mehr möglich, tote Gegner mit Telekinese durch die Luft zu schleudern. Zudem wurden diverse Filmsequenzen entschärft, allerdings blieben die gescripteten Deko-Leichen und das in Deutschland oft modifizierte Ragdollverhalten unangetastet. Auch die Hintergrundgeschichte wurde in der deutschen Version leicht verändert: In der englischen Variante des Spiels hat die Forscherin Dr. Tenenbaum während des Zweiten Weltkrieges als Gefangene in einem nicht näher benannten KZ einem Arzt assistiert, der Versuche an KZ-Häftlingen durchführte. Darüber hinaus spricht sie in der deutschen Synchronisation mit slawischem Akzent, ist aber Deutsche, wie aus den gefundenen Audio-Logs hervorgeht.
Eine Indizierung des Spiels ist jedoch nie erfolgt, weshalb auch die ungeschnittene Version frei erhältlich war. In allen anderen Ländern (Österreich, Schweiz etc.) erschien eine ungeschnittene PEGI-Version, die ebenfalls ab 18 Jahren freigegeben ist. Diese Version ist multilingual, also auch mit deutscher Sprache ausgestattet.

### Veröffentlichungen
Am 25. Januar 2013 kam die sogenannte BioShock – Ultimate Rapture Edition für Xbox 360 und PlayStation 3 in den Handel. Es handelt sich um eine Spielesammlung, in der Bioshock, Bioshock 2 und alle DLCs enthalten sind. Zudem war erstmals die ungeschnittene Version von Bioshock offiziell in Deutschland erhältlich, die Sammlung wurde von der USK ab 18 Jahren freigegeben.
Am 28. August 2014 erschien die iOS-Version, die etwa 1,65 GB groß ist (Apple ließ damals Download-Größen bis 2 GB zu) und nur die zum Release-Zeitpunkt aktuelle Version des Betriebssystems (7.1) unterstützt. Um das Spiel auf iPhone und iPad lauffähig zu machen, wurde die Grafik- und Soundqualität deutlich reduziert, was zum Kritikpunkt wurde. Zum Erscheinen von iOS 8.3 (8. April 2015) wurde das Spiel aufgrund von Inkompatibilität mit der neuen Betriebssystemversion aus dem App Store entfernt, eine ursprünglich angekündigte Rückkehr und Kompatibilität mit iOS 8.4 und neuer wurde im Nachhinein dementiert. BioShock für iOS lässt sich für frühere Käufer weiterhin spielen und erneut runterladen, ein Neuerwerb ist nicht mehr möglich.
Am 16. September 2016 erschien eine weitere Sammlung names BioShock: The Collection für Windows, PlayStation 4 und Xbox One. Diese enthält, wie schon die Ultimate Rapture Edition, Teil 1 und 2 der Reihe, diesmal allerdings als Remastered-Version, in welcher die Beleuchtung und kleine Umgebungsdetails verbessert und die Auflösung für 1080p-Bildschirme angepasst wurden. Auf den Konsolen läuft BioShock: The Collection mit 60 FPS. Außerdem enthält sie eine Videoreihe namens „Director’s Commentary: Imagining BioShock“ mit Ken Levine, Animations Director Shawn Robertson und dem Videospieljournalisten Geoff Keighley. Dazu wurde die Collection um den dritten Teil BioShock Infinite ergänzt und enthält ebenfalls alle bis dahin erschienenen DLCs für alle drei Teile. Auch diese Collection war komplett ungeschnitten und von der USK ab 18 Jahren freigegeben.
Am 29. Mai 2020 erschien BioShock: The Collection auch für Nintendo Switch.

### Unterschiede PC zur Konsole
Da das Spielen per Maus und Tastatur am PC gegenüber der Konsolensteuerung einige Vorteile bringt, musste die Windows-Fassung ein wenig verändert werden. Folgendes wurde angepasst:
- Entfernung der automatischen Zielhilfe (Auto-Aiming)
- Neuausbalancierung der Gegner
- Einfügen von Drag and Drop in das Interface

### Kopierschutz
Die PC-Version von BioShock nutzt den Kopierschutz SecuROM, um das Abspielen nicht autorisierter Kopien zu verhindern. Jede Kopie des Spiels muss zuerst online aktiviert werden. Die Anzahl der Aktivierungen wurde durch 2K Games zuerst auf zwei beschränkt. Später wurde die Zahl aufgrund von Kritik auf fünf Aktivierungen angehoben. Am 20. Juni 2008 wurden offiziell alle Beschränkungen, die der SecuROM-Kopierschutz für BioShock mit sich brachte, deaktiviert. Eine Aktivierung ist jedoch weiterhin notwendig. In einem Interview im August 2007 kündigte Ken Levine an, dass die Online-Aktivierung eines Tages deaktiviert werden soll, damit Käufer das Spiel auch dann noch spielen können, wenn die Aktivierungsserver nicht mehr verfügbar sind.
Die Zahl an verbleibenden Aktivierungen konnte wieder erhöht werden, wenn das Spiel vor der Deinstallation deaktiviert wurde. Da dies mit dem normalen Deinstallationsprogramm manchmal nicht funktionierte, hat der Entwickler ein „Activation Revoke Tool“ für die DVD-Vollversion veröffentlicht.
Bei der Macintosh-Version des Spieles muss als Kopierschutz die DVD im Laufwerk bleiben. Wenn man jedoch das Spiel über den App Store von Apple gekauft hat, ist es auf allen Macintosh-Computern wieder spielbar, auch ohne Registrierung des Spiels.
Mittlerweile ist BioShock in der aktuellen Version und als Remastered nur noch als Download erhältlich sowohl bei GOG (ohne Kopierschutz), als auch bei Steam (mit an diese Vertriebsplattform gebundenem digitalen Kopierschutz). Besitzer der Originalversion haben auf Steam ein kostenloses Upgrade auf die Neuauflage von 2016 erhalten.

### Soundtrack
Am 24. August 2007 erschien ein Sampler mit 12 Aufnahmen in 192 kbit/s von Garry Schyman zum kostenlosen Herunterladen. Dieses Paket enthält jedoch nicht alle Aufnahmen, welche in den Capitol Studios aufgenommen wurden. Später legte Take Two Interactive Deutschland jeder SteelBook-Ausgabe von BioShock eine CD im Jewel-Case bei, welche bereits 23 Titel enthielt und „BioShock – Sounds of Rapture“ genannt wurde. Allerdings sind 11 dieser Titel eher Dialoge der Charaktere der deutschen Version von BioShock als echte Orchesteraufnahmen. Diese erkennt man schon daran, dass die Titel deutsche Bezeichnungen tragen.
| Liste der lizenzierten Stücke: | |
| - Django Reinhardt – La Mer - The Ink Spots – If I Didn’t Care - Noël Coward – The Party's Over Now - The Ink Spots – The Best Things in Life Are Free - Bing Crosby – Wrap Your Troubles In Dreams - Django Reinhardt – It Had to Be You - Billie Holiday – God Bless the Child - Bing Crosby – Brother, Can You Spare a Dime? - The Andrews Sisters – Bei Mir Bist Du Schoen - Fats Waller – Jitterbug Waltz - Billie Holiday – Night and Day | - Django Reinhardt – Liza - Noël Coward – Twentieth Century Blues - Bobby Darin – Beyond the Sea - Pjotr Iljitsch Tschaikowski – Blumenwalzer - Patti Page – (How Much Is) That Doggie in the Window? - Rosemary Clooney – It's Bad for Me - Django Reinhardt – Please Be Kind - Perry Como – Papa Loves Mambo - Cole Porter – You're the Top - Mario Lanza – Danny Boy |

| Ausschließlich in der Windows-Fassung enthalten sind zudem:                    |                                                          |
| - Johnnie Ray – Just Walking in the Rain - Cliff Eidelman – The Ballroom Waltz | - Noël Coward – World Weary - Faux Frenchman – Wild Ride |

## Rezeption
BioShock erreichte in Tests der Fachpresse durchgängig sehr gute Bewertungen. So vergaben u. a. IGN 97 % für die Xbox-360- und 94 % für die PlayStation-3-Variante, M! Games 93 % für beide Versionen und Famitsu 37/40 Punkten für die Xbox-360-Version. Auch die internationalen Metascores liegen mit 96 % für Xbox-360- und Windows-Fassung ebenso hoch wie die der deutschsprachigen Presse mit 94 % (Xbox-360) und 91 % (Windows).
BioShock wurde 2008 mit vier DICE Awards in den Kategorien Art Direction, Handlung, Musikkomposition und Sounddesign ausgezeichnet. Außerdem gewann es drei Game Developers Choice Awards in den Kategorien Audio, Visuelle Gestaltung und Narration. Bei den Spike Video Game Awards wurde BioShock als Spiel des Jahres, Bestes Xbox-360-Spiel und für den Besten Soundtrack ausgezeichnet. Den Preis als Spiel des Jahres gewann BioShock ebenfalls 2007 bei den British Academy Video Games Awards. Auf der Fachmesse E3 2007 erhielt es vor Veröffentlichung den Game Critic Award als Bestes Action/Adventure-Spiel.
Bis zum März 2010 wurden laut Take Two Interactive über vier Millionen Kopien des Spieles verkauft; mit der Veröffentlichung des Nachfolgers BioShock 2 im Februar 2010 stiegen die Verkäufe des Spieles noch einmal.
Die mobile Version von BioShock erhielt überwiegend mittelmäßige Kritiken. Bemängelt wurde die schwache Grafik, die fehlende deutsche Sprachausgabe und technische Probleme. Die Website Gamona bewertete Bioshock Mobile mit 49 %. Der Metascore beträgt 64.
Die Filmemacher Steven Spielberg, Guillermo del Toro und Gore Verbinski sind Fans von BioShock.

## Roman
Im November 2011 erschien von John Shirley der Roman BioShock: Rapture, der über die Vorgeschichte der Spielereihe handelt.
- BioShock: Rapture von John Shirley, Panini Verlag, 2011, ISBN 978-3-8332-2325-9.

## Fortsetzungen
- BioShock 2 erschien am 9. Februar 2010 für Windows, PlayStation 3 und Xbox 360. Der Nachfolger spielt acht Jahre nach den Ereignissen des ersten Teils und ist erneut in Rapture angesiedelt. In dem Spiel schlüpft der Spieler in die Rolle eines Big Daddys. BioShock 2 wurde von 2K Marin, 2K Australia, Arkane Studios und Digital Extremes entwickelt, Ken Levine war als Berater beteiligt. Als einziger Teil der Trilogie besitzt BioShock 2 einen Mehrspielermodus. Das Spiel wurde positiv rezensiert, fand aber nicht dieselbe Anerkennung wie sein Vorgänger.
- BioShock Infinite ist am 26. März 2013 erschienen. Infinite orientiert sich spielerisch überwiegend an den Vorgängern, spielt aber nicht unter Wasser, sondern in einer Stadt in den Wolken im Jahr 1912. Ein bürgerkriegsähnlicher Konflikt in dieser, Columbia genannten, Stadt liefert die Hintergrundgeschichte des Spiels. Wie der erste Teil wurde auch BioShock Infinite von Irrational Games entwickelt. Der Ego-Shooter ist für die PlayStation 3, Xbox 360, Windows, macOS, Linux, Nintendo Switch und PlayStation 4 erhältlich. Bereits vor dem Verkaufsstart konnte Bioshock Infinite zahlreiche Preise gewinnen und erhielt nach Veröffentlichung überschwängliche Kritiken.[42] Gelobt wurden insbesondere die komplexe Geschichte und das herausragende Artdesign der Spielwelt Columbia. Kritisiert wurden die hektischen Kämpfe.